# マーヴィン・アレン (サッカー指導者)
Dr.E.マーヴィン・アレン・Jr（Dr. E. Marvin Allen Jr.、1915年1月6日〜1996年9月13日）は、大学のサッカーヘッドコーチだった。彼は、1947年にノースカロライナ大学でサッカープログラムを開始し、このプログラムの最初のコーチになった。1947年から1976年まで、彼はノースカロライナの男子サッカープログラムを指導した。彼は30年間で、Tar Heelsで174-81-23（.667）の記録し、ACCプレイで53-41-16（.555）のマークをした。彼は、UNCでサッカーコーチの伝説のアンソン・ドーランスを指導した。 
1962年に、彼はアメリカのナショナルサッカーコーチ協会 （NSCAA）の会長を務めた。 彼は、1988年にNSCAA殿堂入りした。彼は、1996年に亡くなり、死後、ノースカロライナ州サッカー殿堂入りした。 

## 参照資料
- UNCサッカーメディアガイド2008
- http://ncsoccerhalloffame.com/dr-marvin-allen